# Leo Paul Oppenheim
Leo Paul Oppenheim (* 28. Mai 1863 in Berlin; † 19. Januar 1934 in Lichterfelde) war ein deutscher Geologe und Paläontologe.  Sein botanisches Autorenkürzel lautet „Oppenheim“.

## Leben
Nach dem Besuch des Französischen Gymnasiums in Berlin studierte Leo Paul Oppenheim an der Ruprecht-Karls-Universität Heidelberg und an der Friedrich-Wilhelms-Universität zu Berlin Naturwissenschaften, wobei er seine Schwerpunkte auf Zoologie und Geologie legte. Paul Oppenheim wurde in Berlin mit seiner Dissertation über die Ahnen unserer Schmetterlinge in der Sekundär‐ und Tertiärperiode zum Dr. phil. promoviert und trat ab 1885 als Privatgelehrter mit geologischen und paläontologischen Veröffentlichungen in Erscheinung.
Paul Oppenheim wohnte zunächst in der Kantstraße 158 in Charlottenburg und später dann in der Villenkolonie Lichterfelde in Berlin-Lichterfelde West in der Sternstraße 19, dem heutigen Kadettenweg.
Er beschrieb zahlreiche Fossilien aus dem Bereich des südlichen Mitteleuropas bzw. Südosteuropas und arbeitete dabei intensiv mit dem böhmisch-österreichischen Geologen und Mineralogen Friedrich Katzer zusammen, der ihm Fossilien aus Bosnien und Herzegowina zur Bearbeitung übersandte.
Er ist der Erstbeschreiber zahlreicher Taxa wie zum Beispiel der heute zu den Rundkopfzikaden gestellten Gattung Phragmatoecites  Oppenheim, 1885, mit der von ihm zu Ehren seines Lehrers Wilhelm Dames benannten Typusart Phragmatoecites damesii Oppenheim, 1885. Von der Fossillagerstätte Rott beschrieb er das Taxon Ocnerites macroceraticus Oppenheim, 1885, das heute zu den Köcherfliegen gestellt wird. 

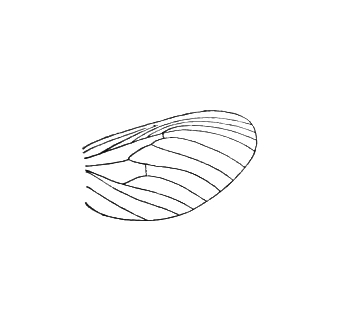
Flügelzeichnung nach Robin John Tillyard (1919) der Ur-Zikade Palaeocossus jurassicus (Oppenheim)

Paul Oppenheim wurde im Jahr 1889 auf Vorschlag von Ludwig von Ammon, August Rothpletz und Karl Alfred von Zittel als Mitglied in die Deutsche Geologische Gesellschaft aufgenommen.
Im Jahr 1896 wurde er Mitglied der Berliner Gesellschaft für Anthropologie, Ethnologie und Urgeschichte.

## Schriften (Auswahl)
- Die Ahnen unserer Schmetterlinge in der Sekundär‐ und Tertiärperiode. Dissertation Friedrich-Wilhelms-Universität zu Berlin, 24 S., Gensch, Berlin 1885
- Die Ahnen unserer Schmetterlinge in der Sekundär‐ und Tertiärperiode. In: Berliner entomologische Zeitschrift, 29, 1885, S. 331–349 (Digitalisat)
- Die Insectenwelt des lithographischen Schiefers in Bayern. In: Palaeontographica, 34, 1888, S. 215–247 (Digitalisat)
- Neue Crustaceenlarven aus dem lithographischen Schiefer Bayerns. In: Zeitschrift der Deutschen Geologischen Gesellschaft, 40, 1888, S. 709–719 (Digitalisat)
- Beiträge zur Geologie der Insel Capri und der Halbinsel Sorrent. In: Zeitschrift der Deutschen Geologischen Gesellschaft, 41, 1889, S. 442–490 (Digitalisat)
- Die Land- und Süsswasserschnecken der Vicentiner Eocänbildungen. Eine paläontologisch-zoographische Studie. In: Denkschriften der Kaiserlichen Akademie der Wissenschaften, Mathematisch-Naturwissenschaftliche Classe, 57, Wien 1890, S. 113–150 (Digitalisat)
- Jurassische Insectenreste und ihre Deutungen. In: Neues Jahrbuch für Mineralogie, Geologie and Paläontologie, 1891, 1, S. 40–57 (Digitalisat)
- Revision der tertiären Echiniden Venetiens und des Trentino, unter Mittheilung neuer Formen. In: Zeitschrift der Deutschen Geologischen Gesellschaft, 54, 1902, S. 215–247 (Digitalisat)
- Nachtrag zu meinem Aufsatz: Revision der tertiären Echiniden Venetiens und des Trentino, unter Mittheilung neuer Formen. In: Zeitschrift der Deutschen Geologischen Gesellschaft, 54, 1902, Briefliche Mittheilungen, S. 66–71 (Digitalisat)
- Über Tertiärfossilien, wahrscheinlich eozänen Alters, von Kamerun. In: Ernst Esch, Friedrich Solger, Leo Paul Oppenheim und Otto Jaekel: Beiträge zur Geologie von Kamerun. Schweizerbart, Stuttgart 1904, S. 243–285 (Digitalisat)
- Neue Beiträge zur Geologie und Paläontologie der Balkanhalbinsel. Beiträge zur Paläontologie und Geologie Österreich-Ungarns und des Orients, 25, 1912 (Digitalisat)